# Stine Lise Hattestad
Stine Lise Hattestad (30 aprile 1966) è un'ex sciatrice freestyle norvegese.

## Palmarès

### Olimpiadi
- 2 medaglie:
  - 1 oro (Lillehammer 1994 nelle gobbe)
  - 1 bronzo (Albertville 1992 nelle gobbe)

### Mondiali
- 1 medaglia:
  - 1 oro (Altenmarkt 1993 nelle gobbe)